# Beyermillebaach
Der Beyermillebaach, auch Ruisseau de Beyermulhen genannt, ist ein gut einen halben Kilometer langer Wasserlauf in der  wallonischen Provinz Luxemburg und ein rechter Zufluss der Attert.

## Geographie

### Quellbäche
Thiaumont
Der Ruisseau de Thiaumont ist ein etwa eineinhalb Kilometer langer Bach und der linke Quellbach des Beyermillebaaches.
Lischert
Der Ruisseau de Lischert  ist ein gut zwei Kilometer langer Bach und der rechte Quellbach des Beyermillebaach.

### Verlauf
Der Beyermillebaach  entsteht in einer Wiesenlandschaft auf einer Höhe von etwa 317 m O.P. aus dem Zusammenfluss des Ruisseau de Thiaumont und des Ruisseau de Lischert nordwestlich vom Atterter Ortschaft Lischert.
Er fließt zunächst  in nordnordwestlicher Richtung durch eine Grünzone und wird dabei von einem Streifen aus Büschen und Bäumen gesäumt. Er wechselt dann nach Nordnordosten und mündet schließlich bei den Dauwertz-Hecken auf einer Höhe von etwa 313 m O.P. von rechts in  die Attert.